# Kleine bakterielle RNA
Kleine bakterielle RNA (englisch bacterial small RNA; abgekürzt sRNA) sind kleine Ribonukleinsäuren (RNA), die von Bakterien produziert werden. Diese Ribonukleinsäuren haben eine Länge von 50 zu 500 nichtcodierende Ribonukleinsäuren und beinhalten oft Haarnadelstrukturen. Kleine bakterielle sRNA werden oft aus der 3'-UTR von mRNA via unabhängiger Transkription oder Ribonukleasen hergestellt.

## Eigenschaften
Die sRNA der Bakterien sind in Regulation von Translation und RNA-Stabilität beteiligt. Bakterien besitzen nur eine RNA-Polymerase, mit welcher die Transkription der RNAs stattfindet. Bakterielle sRNAs beeinflussen Genexpression durch ihre Interaktion mit mRNA oder Proteinen. Durch diese Prozesse beeinflussen sie den Stoffwechsel, die Pathogenität, die Reaktionen auf die Umwelt und die Struktur.
Für die Identifizierung und Charakterisierung von sRNA-Transkripten werden viele Labor- und Bioinformatik-Methoden benutzt. Diese Methoden schließen RNA-Sequenzierung, Microarrays, Northern Blots, RNase crosslinking und Softwaren mit ein, die Interaktionen der sRNAs mit anderen Biomolekülen voraussagen können.